# Кузьмин, Павел Петрович
Павел Петрович Кузьмин (1910—1964) — специалист в области гидроакустики, лауреат Сталинской премии (1941), инженер-полковник (1951).

## Биография
После окончания Ленинградского электротехнического института по специальности «Электроакустика» (1934) работал в научно-исследовательском морском институте связи и телемеханики (НИМИСТ, НИМИС, будущий НИЦ связи ВМФ), позднее также в составе групп наркома И. Ф. Тевосяна и вице-адмирала Н. М. Харламова.

## Научная деятельность
Подготовил к изданию и в 1939 г. опубликовал «Курс гидроакустики» — первый в СССР учебник по данной тематике.
Участвовал в создании гидролокатора «Тамир» (1940), которым в годы Великой Отечественной войны были вооружены корабли и подводные лодки.

## Награды и звания
- Кандидат технических наук (1949)
- Инженер-полковник (1951)
- Сталинская премия III степени (13 марта 1941) — за изобретение прибора ультразвуковой связи
- Два ордена Красной Звезды
- Орден «Знак Почёта»